# Călărași (Mołdawia)
Călărași – miasto w środkowej Mołdawii, siedziba administracyjna rejonu Călărași. W 2004 roku liczyło ok. 15 tys. mieszkańców.

## Miasta partnerskie
- Bielsk Podlaski